# Menjamel gorjagroc
El menjamel gorjagroc (Nesoptilotis flavicollis) és una espècie d'ocell de la família Meliphagidae. És similar en comportament i aspecte al menjamel d'oïdes blanques i és endèmic de l'illa australiana de Tasmània.